# Missbrauch
Der Oberbegriff Missbrauch (lateinisch abusus) bezeichnet allgemein den anerkannten (oder vorherrschenden) Regeln oder gesellschaftlichen oder rechtlichen Normen widersprechenden Gebrauch von Gegenständen, Lebewesen, Substanzen (Medikamente, „Drogen“), Rechtsstellungen („Amtsmissbrauch“), Missbrauch von Macht und Einfluss sowie den sexuellen Missbrauch, auch den sexuellen Missbrauch von Kindern oder seelischen Missbrauch von Kindern. Auch dient der Begriff der moralischen Bewertung von Handlungsabsichten, bevor der bemängelte Gebrauch oder die Handlung stattgefunden hat.

## Etymologie
Das Präfix miss- drückt einen Mangel, Fehler, das Gegenteil oder einen negativen Wortsinn aus. Im Zusammenhang mit dem Missbrauch weist das Präfix auf einen Fehlgebrauch hin. Das Wort taucht ersichtlich erstmals im Spätmittelhochdeutschen des 16. Jahrhunderts als missebrüch für eine „Handlung gegen den guten Brauch“ auf. So ist in einer Urkunde des Tucherhandwerks von 1525 die Rede davon, „die alten missebrüch abzewenden“. Das Wort Missbrauch setzt eine bewusste Aktivität voraus, ein unbewusster Fehlgebrauch ist kein Missbrauch.

## Geschichte
Die Oeconomische Encyclopädie (1773–1858) lemmatisiert Missbrauch und unterscheidet zwischen einem nur unpassenden und einem „tadelhaften oder schädlichen Gebrauch“.

„1. der Gebrauch, d. i. die Anwendung einer Sache auf eine ihrem Zwecke und ihrer Bestimmung zuwider laufende Art, im Gegensatze des rechtmäßigen Gebrauches; […]. Z. B. einen Missbrauch von seinem Vermögen, von seinem Ansehn machen. 2. Ein tadelhafter oder schädlicher Gebrauch, oder durch mehrmahlige Wiederhohlung zu einer Gewohnheit gewordene willkührliche Handlung“

Die Brockhaus Enzyklopädie in der 14. Auflage von 1894–1896 kennt den „Missbrauch gegenüber einer Person“. Unter dem Lemma wird insbesondere die Bedeutung des Missbrauchs als Rechtsbegriff im Reichsstrafgesetzbuch von 1871 dargelegt:

„Missbrauch (lat. abusus), d. h. der falsche, schlechte Gebrauch, den man gegenüber einer Person oder von einer Sache macht, kommt civilrechtlich dahin in Betracht, dass, wie das Sprichwort ‚M. macht keine Gewohnheit‘ sagt, aus missbräuchlichem Handeln keine Rechte entstehen […]. Strafrechtlich bedroht ist M. einer in einem willenlosen oder bewusstlosen Zustande befindlichen, wie auch einer geisteskranken Frauensperson (Reichsstrafgesetzb. §§. 176 fg.), ferner der M. des Ansehens, wodurch jemand zu einer strafbaren Handlung vorsätzlich bestimmt wird (§. 48), und der M. der Amtsgewalt (§. 339) […]“

Otto Dornblüth schreibt zu Beginn des 20. Jahrhunderts in seinem Klinischen Wörterbuch, unter dem Begriff der Päderastie eindeutig vom „geschlechtlichen Missbrauch“, beschränkt diesen dabei aber nicht auf Kinder:

„Päderastie gr. erastês Liebhaber, aktive Päderastie Knabenliebe, geschlechtlicher Missbrauch von Knaben, auch Einführung des Penis in den After von Männern oder Frauen […]“

Heute wird vom Missbrauch in den unterschiedlichsten Sachzusammenhängen gesprochen. In der Folge des Reichsstrafgesetzbuches fand Missbrauch Eingang in das heutige deutsche Strafgesetzbuch (StGB) und ist dort Wortbestandteil einiger konkreter Straftatbestände. Daneben existieren zahlreiche weitere Zusammensetzungen mit Missbrauch als Bestandteil.

## Kritik
Der Soziologe Rainer Paris kritisiert die Häufigkeit der aktuellen Verwendung des Missbrauchsbegriffs. Er sei ein „Skandalisierungsbegriff par excellence“. An die Stelle argumentativer Kritik trete die hasserfüllte Schmähung. Entscheidend für die Brauchbarkeit und den ideologischen Wallungswert des Missbrauchsbegriffs sei der Umstand, dass er genügend diffus und unbestimmt sei, um ganz verschiedene Tatbestände, Handlungen und Situationen öffentlich an den Pranger zu stellen. Auf diese Weise unterwerfe der Missbrauchsbegriff die Wahrnehmung von Wirtschaft und Politik einer permanenten Moralisierung. Das Ergebnis seien die schleichende Aushöhlung öffentlichen Vertrauens und die Austreibung jeder Unbefangenheit im Privaten, eine am Ende alles durchdringende Omnipräsenz von Misstrauen und Verdacht: Ob Mann oder Macht, der Missbrauch warte an jeder Ecke.

## Arten
Allgemein unterscheidet man den Missbrauch von beweglichen Sachen und von Menschen, ausnahmsweise gibt es daneben noch den Amtsmissbrauch, den Missbrauch von Titeln, Berufsbezeichnungen und Abzeichen und den Machtmissbrauch.

### Sachen
Werden Sachen zweckentfremdet oder nicht bestimmungsgemäß verwendet, so spricht man vom Missbrauch, Gebrauchsanleitungen sollen ihn verhindern. Der zweckentfremdete oder nicht bestimmungsgemäße Gebrauch von Sachen führt nicht zu einem Sachmangel, die Sachmangelhaftung des Herstellers oder Verkäufers ist ausgeschlossen.

### Rechte
Als Rechtsmissbrauch gilt die nach den Umständen des Einzelfalls anhand der Verkehrsauffassung zu beurteilende zweckwidrige oder mutwillige Inanspruchnahme einer durch Recht oder Gesetz eingeräumten Rechtsposition.

### Medizin
In der Medizin wurde im offiziellen Sprachgebrauch der Weltgesundheitsorganisation der Begriff Sucht, der von 1957 bis 1963 verwendet wurde, durch Missbrauch und Abhängigkeit ersetzt und nach 1969 das Missbrauchskonzept zugunsten vier definierter Klassen des Gebrauchs verworfen:
1. Unerlaubter Gebrauch ist von der Gesellschaft nicht tolerierter Gebrauch.
2. Gefährlicher Gebrauch ist Gebrauch mit wahrscheinlich schädlichen Folgen für den Konsumenten.
3. Dysfunktionaler Gebrauch liegt vor, wenn psychischen oder sozialen Anforderungen nicht mehr entsprochen werden kann.
4. Schädlicher Gebrauch hat bereits schädliche Folgen (Zellschäden, psychische Störung) hervorgerufen.

Bei Begriffen wie „Drogenmissbrauch“ (Missbrauch und Abhängigkeit, lat. Abusus), Alkoholmissbrauch, Medikamentenmissbrauch, Missbrauch von Benzodiazepinen handelt es sich somit um Begriffe, die zwar weit verbreitet sind, dem aktuellen (wissenschaftlichen) Stand und (gewünschten) Sprachgebrauch der Medizin (nach ICD-10) aber nicht mehr entsprechen.
Bei Suchtmitteln (psychotrope Substanzen) unterscheidet man medizinisch im Hinblick auf einen Missbrauch zwischen den drei Kategorien Vergiftung (Rauschzustand), schädlicher Gebrauch (Missbrauch) und Abhängigkeit. Ein Missbrauch liegt hier vor, wenn ihr langfristiger Konsum bereits zu Gesundheitsschäden geführt hat.

### Psychologie
Erhalten geblieben ist der Begriff insbesondere im Kontext des Missbrauchs von Personen, unter dem sich auch der sexuelle Missbrauch befindet. Seit 2007 enthält das deutsche SGB VIII – Kinder- und Jugendhilfe – einen entsprechenden § 8a SGB VIII.
Der emotionale Missbrauch findet etwa zwischen Sexualpartnern, aber auch in Abhängigkeitsverhältnissen – z. B. zwischen Eltern und Kindern oder zwischen Psychotherapeut und Patient statt. Emotionaler Missbrauch kann wie eine Gehirnwäsche wirken und Selbstvertrauen, Selbstsicherheit und Selbstwertgefühl des Opfers beeinträchtigen. Im englischsprachigen Raum hat sich dafür unter anderem der Begriff Gaslighting etabliert.